# Denys Fisher
Denys Fisher (* 11. Mai 1918 in Leeds, England; † 17. September 2002 in Furness, England) war ein englischer Spielzeughersteller und Spieleautor.
Nach seinem Maschinenbaustudium an der University of Leeds war Fisher bei der familieneigenen Firma Kingfisher beschäftigt, bevor er sich 1960 in Leeds mit der Firma Denys Fisher Engineering selbständig machte. In der neuen Firma entwickelte er einen Bombenzünder für die NATO.
1962 erfand er erneut (nach Bruno Abakanowiczs Erfindung desselben im 19. Jahrhundert) das Kinderspielzeug Spirograph, das er in 16 Ländern patentieren ließ und 1965 auf der Nürnberger Spielwarenmesse präsentierte.
1970 verkaufte er seine Firma, die nun Denys Fisher Toys hieß, an den US-amerikanischen Konzern General Mills.
Die Firma produzierte weiter Spiele und Spielzeug und wurde später von Hasbro übernommen. In den 1980er-Jahren arbeitete Fisher für Hasbro und entwickelte den Spirographen weiter.

## Spielzeug und Spiele
- Spirograph
- Hotel, Brettspiel

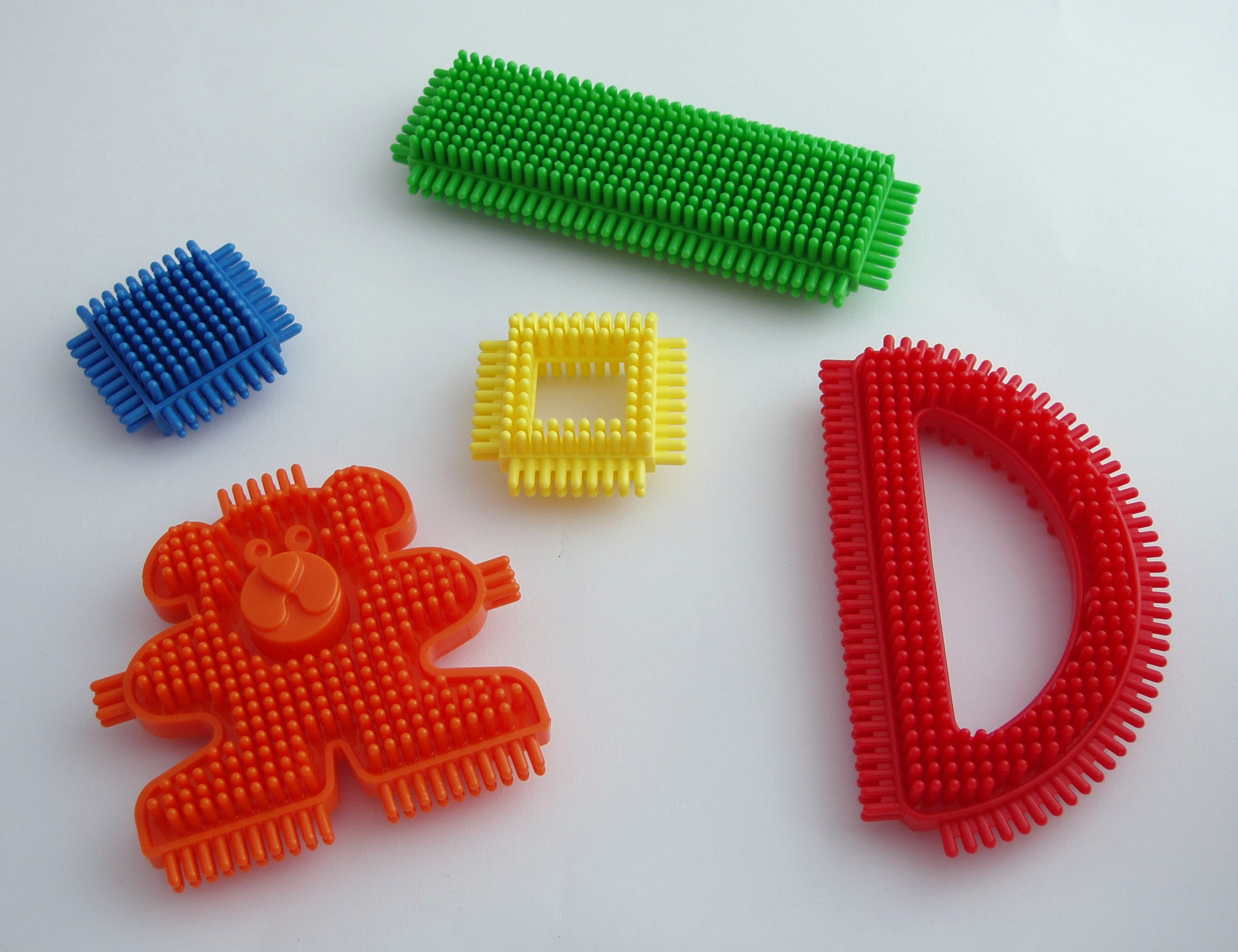
Nopper

- Nopper (Stickle Bricks, auch andere Namen)